# Meridiano 78 E
O meridiano 78 E é um meridiano que, partindo do Polo Norte, atravessa o Oceano Ártico, Ásia, Oceano Índico, Oceano Antártico, Antártida e chega ao Polo Sul. Forma um círculo máximo com o Meridiano 102 W.
Começando no Polo Norte, o meridiano 78º Este tem os seguintes cruzamentos:
| País, território ou mar | Notas                                                      |
| ----------------------- | ---------------------------------------------------------- |
| Oceano Ártico           | Passa a leste da Ilha Vize, Rússia                         |
| Rússia                  | Ilha Oleniy e Península de Guida                           |
| Baía Yuratski           |                                                            |
| Rússia                  | Península de Guida                                         |
| Baía Khalmyer           |                                                            |
| Rússia                  | Península de Guida                                         |
| Estuário do Taz         |                                                            |
| Rússia                  |                                                            |
| Cazaquistão             | Passa no Lago Balkhash                                     |
| Quirguistão             | Passa no Lago Issyk Kul                                    |
| China                   |                                                            |
| Aksai Chin              | Disputado por Índia e China                                |
| Caxemira                | Área administrada pela Índia                               |
| Índia                   |                                                            |
| Oceano Índico           |                                                            |
| Oceano Antártico        |                                                            |
| Antártida               | Território Antártico Australiano, reclamado pela Austrália |